# Гатіне
48°07′37″ пн. ш. 2°45′16″ сх. д. / 48.126944444444° пн. ш. 2.7544444444444° сх. д.

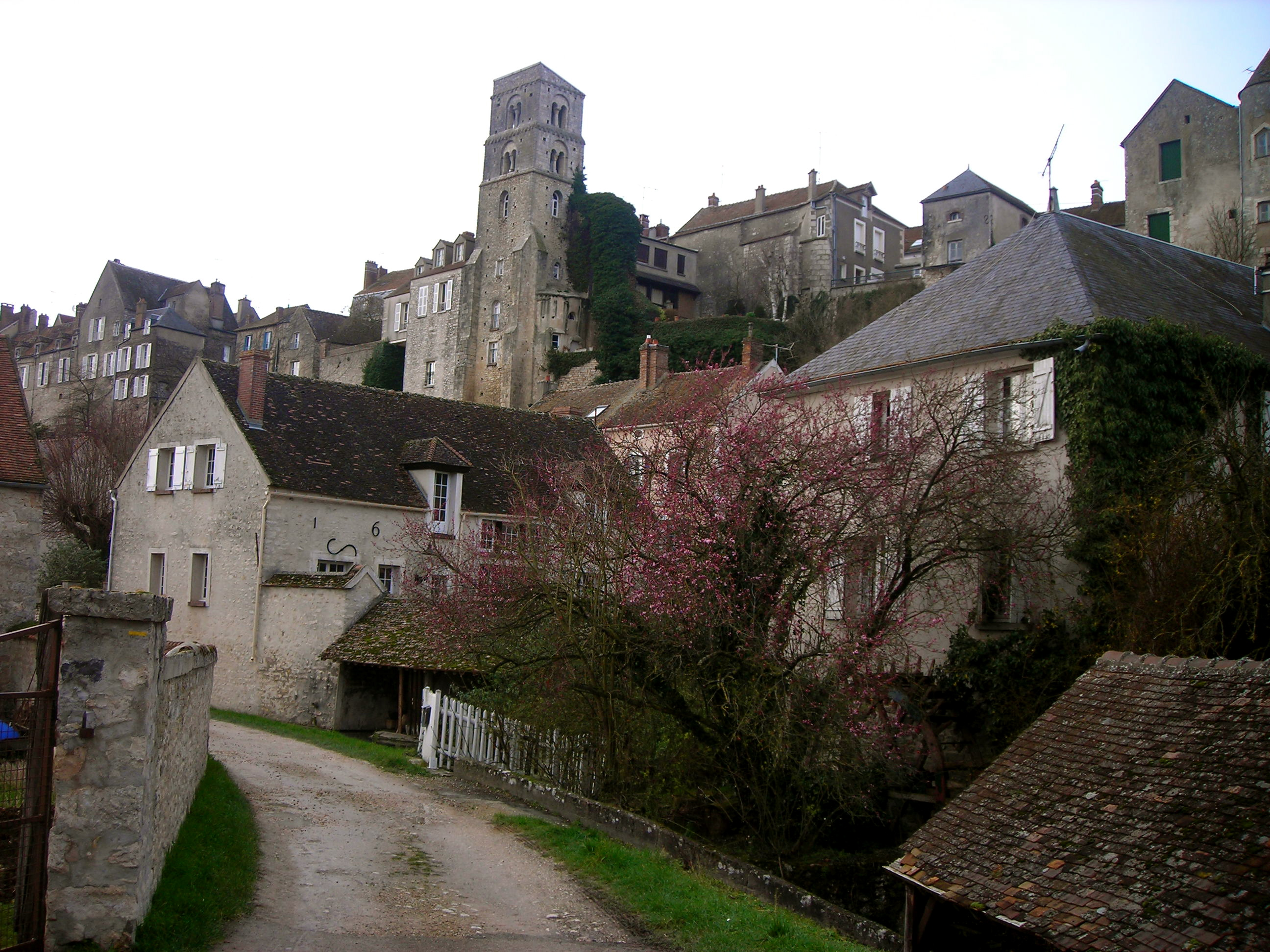
Перша столиця графів Гатіне — містечко Шато-Ландон

Гатіне (Gâtinais, Gâtine) — історичний регіон Франції в долині річки Луан, на вододілі великих французьких рік — Луари і Сени.

## Історія
Постало як Гатінеське графство. Резиденцією місцевих феодалів спочатку служив Шато-Ландон. До Гатіне іноді відносять і колишні володіння архієпископів Сана навколо Етампа.
У 1068 р. представники дому Гатіне-Анжу в обмін на політичні поступки передали графство в королівський домен. Згодом на його території існувало Немурське графство і герцогство.
Після об'єднання з Францією територія Гатіне була розділена між Іль-де-Франсом (Французьке Гатіне зі столицею в Немурі, нині округ Фонтенбло департаменту Сена і Марна) і Орлеане (Орлеанське Гатіне зі столицею в Монтаржі, нині округу Монтаржі і Пітів'є департаменту Луаре).